# Батлер (округ, Міссурі)
Шаблон:StateAbbr_ 36°43′ пн. ш. 90°24′ зх. д. / 36.72° пн. ш. 90.4° зх. д.
Округ  Батлер (англ. Butler County) — округ (графство) у штаті Міссурі, США. Ідентифікатор округу 29023.

## Історія
Округ утворений 1849 року.

## Демографія
За даними перепису 
2000 року 
загальне населення округу становило 40867 осіб, зокрема міського населення було 19282, а сільського — 21585.
Серед мешканців округу чоловіків було 19578, а жінок — 21289. В окрузі було 16718 домогосподарств, 11313 родин, які мешкали в 18707 будинках.
Середній розмір родини становив 2,91.
Віковий розподіл населення поданий у таблиці:
| Стать    | До 15 років | 15-21 | 22-29 | 30-39 | 40-49 | 50-65 | 65-85 | Понад 85 |
| -------- | ----------- | ----- | ----- | ----- | ----- | ----- | ----- | -------- |
| Чоловіки | 4169        | 1978  | 1869  | 2574  | 2864  | 3291  | 2582  | 251      |
| Жінки    | 3895        | 1902  | 1992  | 2813  | 3047  | 3658  | 3386  | 596      |

## Суміжні округи
- Вейн — північ
- Стоддард — північний схід
- Данкін — південний схід
- Клей, Арканзас — південь
- Ріплі — захід
- Картер — північний захід

## Виноски
1. ↑  U.S. Decennial Census. United States Census Bureau. Архів оригіналу за 26 квітня 2015. Процитовано 13 листопада 2014.
2. ↑  Historical Census Browser. University of Virginia Library. Архів оригіналу за 26 грудня 2013. Процитовано 13 листопада 2014.
3. ↑  Population of Counties by Decennial Census: 1900 to 1990. United States Census Bureau. Архів оригіналу за 3 грудня 2014. Процитовано 13 листопада 2014.
4. ↑  Census 2000 PHC-T-4. Ranking Tables for Counties: 1990 and 2000 (PDF). United States Census Bureau. Архів оригіналу (PDF) за 18 грудня 2014. Процитовано 13 листопада 2014.
5. ↑  State & County QuickFacts. United States Census Bureau. Архів оригіналу за 7 липня 2011. Процитовано 7 вересня 2013. [Архівовано 2011-06-07 у Wayback Machine.](англ.) Наведено за англійською вікіпедією.
6. ↑  American FactFinder. Бюро перепису населення США. Архів оригіналу за 26 лютого 2012. Процитовано 31 січня 2008. [Архівовано 2008-05-21 у Wayback Machine.]

| США | Це незавершена стаття з географії США. Ви можете допомогти проєкту, виправивши або дописавши її. |